# Pero Defformero
Pero Defformero je srpski bend iz Novog Sada. Bend je poznat po svom jedinstvenom stilu, kombinovanju turbo-folka i progresivnog metala.

## Istorija benda

### Formiranje i raspad (1993-1997)
Saša Friš, gitarista iz Novog Sada, prvu ideju o kombinovanju hard roka i hevi metala sa turbo-folkom dobio je početkom '90-ih godina XX veka, kada je napisao pesmu pod nazivom Veče na plaži (kasnije snimljenu kao Ostavljen sam ja). Frišu se kao podrška pridružio Dragan „Sneki“ Jovanić, koji je u svom studiju odradio snimanje i produkciju, i Željko Jojkić-Sin, kao vokal. Ubrzo zatim, Friš je napisao još jednu pesmu pod nazivom Srca tvoga plam kasnije snimljenu kao Došli smo do kraja puta. Da bi nastavili rad, Frišu je bio potreban bend, tako da su uskočili Tibor Lakatoš (bas gitara) i Srđan Milovanović (bubnjevi). Bend je dobio ime po liku iz stripa Alan Ford.
Sa povećavanjem količine materijala, pojavila se i ideja za snimanjem albuma i bend je ušao u Pro Sound studio u Novom Sadu u leto 1994. da snimi svoj debi. Album Pero Defformero je objavljen u jesen 1995. za izdavačku kuću Music YUser
. Album se sastojao od devet numera i promotivni spot je snimljen za pesmu Srca tvoga plam. Nakon što je album izdat, Jojkić i Lakatoš napuštaju bend, a na njihovo mesto dolaze Goran Biševac-Biške (vokal) i Miroslav Mijatović-Mire (bas). Bend je 1997 snimio svoj drugi album Pero Defformero II (takođe poznat kao Nazovi drugi album ili Napalm, nitro, turbo, Disko) koji nikada nije zvanično objavljen. Otprilike u to vreme, "Pero Defformero" odlazi na produženi "godišnji odmor" i ustupa mesto projektu pod nazivom "NEW NOW"...

### Ponovno okupljanje i nastavak karijere (2003)
Godine 2003. fanovi prepoznaju neke od članova benda i uspevaju da ih ubede da se ponovo ujedine i počnu da sviraju, tako da je posle sedam godina bend postao ponovo aktivan. Nakon nekoliko koncerata i pravljenja male pauze u radu, bend je ušao u studio Mr. Big 2006. Demo snimak sastoji se od četiri pesme u produkciji Dragana Jovanića i bio je predstavljen na njihovoj zvaničnoj MySpace stranici. Neke od pesama su se pojavile na debi albumu, ali su ponovo snimljene i preimenovane. Poslednja promena u postavi je basista Mijatović, koji je bend napustio zbog prelaska u legendarni novosadski bend "Ritam Nereda", a zamenio ga je Nenad Kovačević-Cika. Zajedno su učestvovali u snimanju albuma različitih izvođača u čast Đorđa Balaševića pod nazivom Neki noviji klinci i ... sa obradom pesme Jaroslava.
U januaru 2008, bend je ušao Piknik studio za snimanje svog dugo očekivanog drugog albuma, koji se sastoji od novijeg materijala i remiksa starih pesmama sa albuma Pero Defformero i nikad objavljenog Pero Defformero II. Godinu dana kasnije, u januaru 2009, pojavio se Undergrand za Multimedia Records, a promotivni spot je snimljen za numeru Došli smo do kraja puta.
Godine 2014. konačno izlazi dugo očekivani treći album pod nazivom “JeR to liči na taj način?” (MultiMediaRecords) sa devet novih pesama.
Pesme “Metal sviraću”, “Gastarbajter”, “Volim te”, “Ćerka đavola”, “Fejsbuk Stana”, “Ekstra” i “Sedmica na Lotu” u vrlo kratkom roku postaju omiljene među fanovima a album kao celina dobija odlične kritike.
Pored velikog broja svirki po gradovima Srbije, Pero Defformero su upešno nastupali u okolnim zemljama kao što su Hrvatska, Slovenija, BiH, Makedonija, Crna Gora, Bugarska i Austrija.
Tokom 2017. godine objavljuju dva singla („Hipster” i „Trebalo bi”)kao najavu novog albuma.
Tokom 2018. godine objavljuju singl i spot „Lola” i ujedno organizuju slavljeničke koncerte u čast 25. godina postojanja benda, a u 2019. objavljuju singl i spot „Bez tebe” i nastavljaju sa koncertnim aktivnostima
Paralelno sa radom u matičnom bendu, Saša Friš svira i u bendu Ritam nereda, dok je Biške poznat po saradnji sa velikim brojem bendova kao gostujući pevač gde u svakoj pesmi ostavlja karakterističan trag. Takođe, poznat je i po svom off projektu Horror Biške u saradnji sa gosn. Bandarom. Njegova pesma i spot „Masovna sarana”, na youtubu ima više od 3 miliona pregleda.
Posle devet godina, u septembru 2023. godine, izdaju svoj četvrti album pod nazivom Muzika za ljude bez prijatelja sa 10 novih pesama.

## Sadašnji članovi
- Glas: Goran Biševac; od 1995. god. do danas
- Gitara: Saša Friš; od 1993. god. do danas
- Bubnjevi: Luka Jelisavčić; od 2016. god. do danas
- Bas gitara: Andraš Išpan; od 2014. god. do danas

## Bivši članovi
- Glas: Željko Jojkić – Sin; 1993–1994 god.
- Bubnjevi: Srđan Milovanović ; 1993–1997 god.
- Bas gitara: Miroslav Mijatović; 1994–2006 god.
- Bas gitara: Tibor Lakatoš; 1993–1994 god.
- Bas gitara: Nenad Kovačević - Cika; od 2006. god. do 2012 god.
- Bas gitara: Vihor Ristić; od 2012. god. do 2014. god.
- Bubnjevi: Slobodan Stanojević - Sloba; od 2003. god. do 2012 god.
- Bubnjevi: Srđan Golubica; od 2012. do 2016. god.

## Diskografija

### Studijski albumi
- Pero Defformero (1995)
- Undergrand (2009)
- JeR to liči na taj način (2014)
- Muzika za ljude bez prijatelja  (2023)

### Singlovi
- Jaroslava (2007) - Na albumu sa obradama pesama Đorđa Balaševića: Neki noviji klinci i...

## Spoljašnje veze
- Zvanična MySpace strana
- Zvanična Facebook stranica
- Zvanična web stranica Архивирано на веб-сајту  (5. октобар 2016)
- Discogs stranica
- Zvanična Youtube stranica
- Zvanična LastFM stranica